# آرثر ريزيند
آرثر رودريغوس ريزيند (بالبرتغالية: Arthur Rodrigues Rezende‏) (21 مارس 1994 في البرازيل - ) هو لاعب كرة قدم برازيلي في مركز الوسط يلعب في نادي الدرعية. لعب مع نادي غوياس ونادي سانتا كروز ونادي الخلود ونادي الدرعية.

## وصلات خارجية
- آرثر رودريغوس ريزيند على موقع قاعدة بيانات كرة القدم.إي يو (الإنجليزية)
- آرثر رودريغوس ريزيند على موقع Soccerway.com (الإنجليزية)